# Arnór Guðjohnsen
Arnór Guðjohnsen (ur. 30 kwietnia 1961 w Reykjavíku) – islandzki piłkarz, grający na pozycji napastnika. Jest ojcem Eiðura Guðjohnsena.
Jest wychowankiem Vikingura Reykjavík. Międzynarodową karierę rozpoczął w 1978, kiedy to został zawodnikiem klubu KSC Lokeren. Przez pięć lat gry w tej drużynie wystąpił w 138 meczach i zdobył 26 goli. W 1983 przeszedł do Anderlechtu. Stał się jedną z legend tego klubu. Przez siedem lat rozegrał 139 meczów i zdobył 40 bramek. Od 1990 grał w Girondins Bordeaux. W ciągu dwóch lat reprezentował barwy tego klubu 51 razy, strzelając osiem goli. W 1993 krótko grał w BK Häcken, po czym rok później został graczem Örebro SK. W trakcie czterech lat pobytu w tym zespole zagrał 90 razy i zdobył 24 gole. Pod koniec kariery grał również w Valurze (24 mecze, 12 goli) oraz w 2001 w Stjarnan (18 meczów, 5 bramek).
Arnór Guðjohnsen był również (w latach 1979–1997) reprezentantem Islandii. W kadrze rozegrał 73 mecze i zdobył 14 bramek. 24 kwietnia 1996 podczas towarzyskiego meczu Islandii z Estonią, w drugiej połowie Arnóra zmienił jego syn – Eiður.